# Seth Gordon
Seth Lewis Gordon  (n. 15 iulie 1976) este un  regizor de film american, producător, scenarist și monteur. A produs și regizat filme cinematografice și de televiziune, inclusiv pentru PBS, Bill & Melinda Gates Foundation sau United Nations Staff 1% for Development Fund. Filmele sale au fost prezentate la Festivalul de film Sundance și la Festivalul de film Slamdance.

## Viață și carieră
A crescut în Evanston, Illinois. A absolvit Universitatea Yale unde a studiat arhitectura până la plecarea sa din 1997, pentru a lucra ca profesor la un liceu dintr-o mică localitate din Shimanyiro, Kenya. În timp ce se afla acolo a ajutat la asigurarea finanțării de către Națiunile Unite a finalizării construcției unei școli și a început filmările la ceea ce avea să devină în cele din urmă documentarul Building Shimanyiro. După ce a revenit la Yale, Gordon a învățat singur montajul lucrând pe un dispozitiv Avid. Mai târziu, a ajutat la realizarea documentarului Shut Up & Sing.

## Filmografie
| An   | Titlu                                        | Men. ca              | Note |
| ---- | -------------------------------------------- | -------------------- | --- |
| 2005 | New York Doll                                | Producător           | Nominalizare a Marelui Juriu la Festivalul Sundance din 2005. |
| 2005 | Cry_Wolf                                     | Producător           | |
| 2007 | The King of Kong: A Fistful of Quarters      | Regizor              | Acceptat la Festivalul Slamdance și cumpărat pentru distribuție de Picturehouse. New Line Cinema a cumpărat drepturile de refacere a filmului și intenționează să-l transforme într-un film de ficțiune sub regia lui Gordon. |
| 2008 | De Crăciun nu stăm acasă! (Four Christmases) | Regizor              | |
| 2010 | Freakonomics                                 | Regizor și scenarist | |
| 2011 | Horrible Bosses                              | Director             | Prima apariție cameo a lui Gordon în filme |
| 2011 | Undefeated                                   | Producător           | A câștigat un Oscar pentru documentare în 2012 |
| 2013 | Identity Thief                               | Regizor              | |
| 2015 | Pixels                                       | Producător executiv  | |
| 2017 | Baywatch                                     | Regizor și actor     | pilot de elicopter |

| Televiziune | Televiziune                                | Televiziune                    | Televiziune                                                                   |
| An          | Film                                       | Rol                            | Note                                                                          |
| ----------- | ------------------------------------------ | ------------------------------ | ----------------------------------------------------------------------------- |
| 2009–2010   | The Office                                 | Regizor                        | Sezonul 6 Episodul 9 și 17: "Double Date" și "The Delivery" part 1.           |
| 2009–2010   | Parks and Recreation                       | Regizor                        | Sezonul 1 Episodul 2: "Canvassing" Season 2 episode 2: "The Stakeout"         |
| 2010        | Modern Family                              | Regizor                        | Sezonul 1 Episodul 21: "Travels with Scout"                                   |
| 2013–2017   | The Goldbergs                              | Regizor și producător executiv | Regizat 7 episoade                                                            |
| 2014–2015   | Marry Me                                   | Regizor și producător executiv | Regizat 3 episoade                                                            |
| 2017        | Atypical                                   | Regizor și producător executiv | Sezonul 1 Episodul 1 și 4: ""Antarctica" și "A Nice Neutral Smell" ca Regizor |
| 2017        | The Good Doctor                            | Regizor și producător executiv | Sezonul 1 Episodul 1 și 14: "Burnt Food" (pilot) și "She" ca Regizor          |
| 2017        | Sneaky Pete                                | Regizor și producător executiv | Sezonul 1 Episodul 1: "Pilot" ca Regizor                                      |
| 2019        | For All Mankind                            | Regizor și producător executiv | Sezonul 1 Episodul 1 și 2: "Red Moon" și "He Built the Saturn V" ca Regizor   |
| 2020        | Lincoln Rhyme: Hunt for the Bone Collector | Regizor                        | Sezonul 1 Episodul 1: "Pilot" ca Regizor                                      |

### Seriale de televiziune
În 2009, Gordon a dezvoltat și regizat un serial despre amenințările ciber-crimei pentru utilizatorii de internet, H*Commerce: The Business of Hacking You, serial sponsorizat de compania software de  antiviruși McAfee. Gordon a mai regizat numeroase videoclipuri și reclame, precum și un episod al serialelor Modern Family și Community, două episoade din The Office și mai multe episoade ale serialului Parks and Recreation. Este regizorul și producătorul executiv al serialului ABC The Goldbergs și al serialului NBC Marry Me.

## Legături externe
- Seth Gordon la Internet Movie Database
- The King of Kong: A Fistful of Quarters